# Oleksiy Shevchenko
Oleksiy Mykolayovych Shevchenko (Dnipropetrovsk, 24 de febrero de 1992) es un futbolista ucraniano que juega como guardameta en el F. C. Okzhetpes de la Liga Premier de Kazajistán.

## Trayectoria
Hizo su debut con el Metalurh Zaporizhya jugando el partido completo contra el FC Lviv el 13 de octubre de 2011 en la Segunda División de Ucrania. 
El 30 de agosto de 2013, firmó un contrato de cinco años con el FC Dynamo Kiev de la Liga Premier de Ucrania.
El 22 de enero de 2016, el Zorya Luhansk anunció su fichaje por una cifra no revelada. En ese equipo participó en 36 partidos oficiales en lo que recibió 41 goles.
El 17 de junio de 2018 es fichado por cinco años por el FC Shakhtar Donetsk. En el cual ha participado en 5 partidos en los que ha recibido apenas 2 goles desde su llegada.

## Selección nacional
Fue convocado por primera vez a la selección de fútbol de Ucrania para la clasificación para la Copa Mundial de la FIFA 2018 contra la selección de fútbol de Turquía y selección de fútbol de Kosovo en octubre de 2016.

## Palmarés

### Campeonatos nacionales
| Título                  | Club            | País    | Año  |
| ----------------------- | --------------- | ------- | ---- |
| Copa de Ucrania         | Shajtar Donetsk | Ucrania | 2019 |
| Liga Premier de Ucrania | Shajtar Donetsk | Ucrania | 2019 |
| Liga Premier de Ucrania | Shajtar Donetsk | Ucrania | 2020 |
| Supercopa de Ucrania    | Shajtar Donetsk | Ucrania | 2021 |
| Liga Premier de Ucrania | Shajtar Donetsk | Ucrania | 2023 |